# Шалена вечірка (фільм, 1975)
Шалена вечірка (англ. The Wild Party) — американська комедія 1975 року.

## Сюжет
Голлівуд 20-і роки. Зірка німого кіно Грімм влаштовує вдома грандіозну вечірку. Грімм сподівається, що зіркова тусовка дасть новий поштовх його кар'єрі. Але актор напивається і все йде не зовсім так як було заплановано. А весела вечірка перетворюється в божевільну оргію.

## У ролях
| Актор                 | Роль            |
| --------------------- | --------------- |
| Джеймс Коко           | Джоллі Грімм    |
| Рекел Велч            | Куїні           |
| Перрі Кінг            | Дейл Сворд      |
| Тіффані Боллінг       | Кейт            |
| Ройал Дено            | Текс            |
| Девід Дьюкс           | Джеймс Моррісон |
| Крістіна Ферра-Гілмор | Надін           |
| Едді Лоуренс          | Крейцер         |
| Бобо Льюїс            | Вільма          |
| Дон Де Наталі         | Джекі           |
| Дена Дітріх           | місіс Мерчісон  |
| Регіс Кордік          | містер Мерчісон |
| Дженніфер Лі          | Мадлен Тру      |
| Мьюз Смолл            | Берта           |
| Баруч Люмет           | Тейлор          |
| Фред Франклін         | Сем             |
| Ж.С. Джонсон          | Морріс          |
| Том Різ               | Едді            |
| Джеральдін Барон      | Грейс           |
| Майкл Грант Холл      | Оскар Д'Армано  |
| Скіппер               | Філ Д'Армано    |
| Ральф Манза           | продавець       |
| Лерк Гейб             | Роуз            |
| Мартін Коув           | редактор        |